# Sentinel Returns
Sentinel Returns è un videogioco sviluppato da Hookstone, prodotto da No-Name Games e pubblicato da Sony (sotto l'etichetta Psygnosis) nel 1998, per PC e PlayStation. È il seguito di The Sentinel creato da Geoff Crammond e presenta 651 livelli, una modalità multiplayer e una colonna sonora (intitolata Earth/Air) composta da John Carpenter e arrangiata da Gary McKill.
La versione PC supporta modalità video software, mentre il supporto dell'accelerazione video si limita alle librerie grafiche Glide, perché nel 1998 le schede 3dfx erano lo standard di fatto nella grafica 3D per i videogiochi. Ciononostante, i computer moderni possono eseguire il gioco in modalità accelerate usando i wrapper dgVoodoo od OpenGlide, che traducono le chiamate Glide rispettivamente in chiamate Direct3D od OpenGL.
Questo gioco ha un aspetto molto diverso dal suo predecessore. Mentre in The Sentinel i livelli erano luminosi e colorati, in Sentinel Returns sono scuri e cupi, con lampi di luce che vengono emessi quando un oggetto viene creato o assorbito, e il puntatore del mouse illumina il mondo dinamicamente. Il gioco ha un aspetto "allucinato" generalizzato: i cieli sono fatti di scie di colori contrastanti; gli alberi sembrano spermatozoi; i blocchi respirano e hanno uno sfintere sulla parte superiore; le sentinelle e i guardiani sono ibridi di carne e metallo; le piattaforme della sentinella sono coperte di pelle e hanno quattro colonne vertebrali che sporgono dagli spigoli; l'"esemplare" che rappresenta la parte viva dell'androide assomiglia a una mola idatiforme, e quando viene punto con un ago grida e si divincola.

## Modalità di gioco
Il giocatore controlla, in una visuale in prima persona, un androide in un'area/pianeta a tre dimensioni, scansionata da una sentinella che sovrasta tutta l'area e ruota su sé stessa. La sentinella, con il suo sguardo, può assorbire l'energia dell'androide del giocatore se lo vede, fino a eliminarlo; l'energia progressivamente rubata all'androide del giocatore viene convertita in alberi che compaiono in posizioni casuali nell'area.
L'androide del giocatore può creare alberi, blocchi e copie di sé stesso a cui può trasferirsi poi per azione del giocatore, e può assorbire ognuno di questi elementi per ricavarne energia. L'unità da creare che richiede meno energia per essere creata è l'albero, poi viene il blocco e poi la copia dell'androide.
L'androide del giocatore può guardare in qualsiasi direzione e creare elementi o trasferirsi (spostarsi) ad un altro androide grazie ad un mirino che è gestito dal giocatore; l'area di gioco è come una scacchiera con molti dislivelli, ed il mirino serve per creare o assorbire elementi su un quadrato; il limite dell'androide del giocatore è che può creare o assorbire elementi dove punta il mirino, cioè nella sua visuale, e non può assorbire elementi situati più in alto di lui.
Lo scopo del gioco è assorbire la sentinella e trasferirsi nella sua posizione da dove premere il tasto di fuga; così facendo uscirà dal livello e passerà ad un nuovo livello (il numero di livelli saltati dipende dal numero di unità di energia possedute al termine del livello).
Se la sentinella vede l'androide del giocatore ed il giocatore non riesce a trasferirsi in tempo ad un altro androide, può premere il tasto di fuga di emergenza che porta il giocatore con un secondo androide in una nuova posizione casuale sulla mappa, perdendo l'androide precedente che verrà assorbito dalla sentinella.
Come già detto col mirino il giocatore può creare un secondo androide per poi trasferircisi; ciò ha più senso se il secondo androide viene creato sopra un blocco, che lo porterà più in alto, avvicinando il giocatore allo scopo del gioco ma rendendo le cose più difficili perché salendo l'androide del giocatore diventa meglio visibile dalla sentinella; questo però è un passaggio obbligato per il giocatore.
Col progredire dei livelli, alla sentinella che sovrasta tutta l'area, vengono aggiunti dei guardiani (elementi che si comportano come la sentinella ma il cui assorbimento non è essenziale per proseguire nei livelli) in posizione più bassa e con ciclo di rotazione proprio. Anche questi che controllano l'area e che assorbono l'energia dall'androide del giocatore se lo vedono; di contro, l'androide del giocatore può a sua volta assorbirli se il mirino del giocatore punta sul quadrato della posizione di ciascuno.
Nel caso che la sentinella o un guardiano veda parzialmente l'androide del giocatore e non riesca ad assorbirlo, può capitare che uno degli alberi vicini all'androide del giocatore venga trasformato in un Meanie: questo è un elemento che ruota molto più velocemente degli altri e che, quando vede l'androide del giocatore, lo teletrasporta come dispetto in una posizione più bassa e talvolta senza quadrati visibilmente raggiungibili. Dopo che ha compiuto una rivoluzione completa, il Meanie si ritrasforma in un albero.

## Differenze dal predecessore
- L'azione è più veloce e i movimenti (ruotare l'androide e trasferirsi da un androide a un altro) sono visualizzati in tempo reale. Questo permette al giocatore di eseguire spostamenti più rapidi attraverso il paesaggio e completare un livello in molto meno tempo. In compenso, le sentinelle e i guardiani (che hanno un campo visivo di 28 gradi) possono assorbire energia dall'androide molto più velocemente.
- Assorbendo un guardiano, viene creato un albero in una zona casuale del livello.
- Ci sono "soltanto" 651 livelli per il gioco in single player, mentre nel primo episodio erano 10000. Per questo motivo, dopo che un livello è terminato è possibile saltare solo fino a 4 livelli. In particolare, il giocatore salterà: 4 livelli assorbendo dal 90% al 100% dell'energia nel livello; 3 assorbendo dal 70% all'89% dell'energia; 2 assorbendo dal 50% to 69% dell'energia; 1 assorbendo meno del 50% dell'energia.
- È presente una modalità multiplayer che utilizza l'interfaccia DirectPlay e i protocolli IPX, TCP/IP, modem e seriale. I livelli multigiocatore consistono in gare a chi assorbe per primo la sentinella e ogni giocatore può teletrasportare l'androide degli altri a zone più basse del livello.
- Il gioco ha due finali. Per vedere il primo, il giocatore deve finire il livello 651. Per vedere il secondo, il giocatore deve finire tutti i livelli, od "ottenere una percentuale orchidea del 100%" ("achieve 100% orchid"), come questo viene espresso nel gioco.

## Differenze grafiche tra le versioni PC e Playstation
Anche se la loro meccanica di gioco è quasi identica, le due versioni hanno diverse differenze nel loro aspetto grafico.
- Le schermate di selezione e caricamento dei livelli sono completamente poligonali nella versione PC, mentre sono composte di elementi 2D nella versione PS1.
- I modelli 3D hanno più poligoni nella versione PC che nella versione PS1.
- La versione PC ha luci colorate (solo in modalità grafiche accelerate), la versione PS1 no.
- Nelle due versioni, le architetture dei livelli sono diverse.
- I temi a scacchiera sono più evidenti nella versione PS1, che ha anche pendii dall'aspetto meno liscio.
- Nella versione PS1 i cieli hanno pianeti orbitanti, nella versione PC no.
- Quando un oggetto viene creato nella versione PC, appare all'improvviso. Nella versione PS1, un seme (quando viene creato un albero) o 2/3 "grappoli di energia" (quando viene creato un blocco o un androide) volano verso il quadrato selezionato, mentre l'oggetto viene formato gradualmente da poligoni rotanti.
- Quando un oggetto viene assorbito nella versione PC, scompare all'improvviso e genera un certo numero di "anelli di energia" che scompaiono rapidamente. Nella versione PS1 version, si disassembla in poligoni rotanti, mentre un seme (quando viene assorbito un albero) o "grappoli di energia" (quando viene assorbito un blocco, un androide e un guardiano) volano verso il punto di vista del giocatore.
- L'esplosione della sentinella è vista dal punto di vista del giocatore nella versione PC e come scena non interattiva nella versione PS1.
- Dopo che un livello è finito nella versione PC, sopra la piattaforma della sentinella compare un vortice composto di una spirale e un certo numero di triangoli; nella versione PS1 non compare, ma il manuale lo menziona ugualmente.
- Quando l'androide abbandona il livello, nella versione PC la telecamera guarda in alto verso il vortice, mentre nella versione PS1 guarda in basso.